# Ирбайханов, Исхак Абдурахманович
Ис(х)а́к Абдурахманович Ирбайха́нов (род. 19 мая 1955) — советский, российский, а впоследствии турецкий тренер по вольной борьбе, Заслуженный тренер России (01.10.1998), заслуженный работник физической культуры и спорта Республики Дагестан, главный тренер сборной Турции. Младший брат тренера Висамурада Ирбайханова.

## Тренерская карьера
В июле 2015 года стал главным тренером сборной Турции по вольной борьбе. В январе 2022 года покинул пост главного тренера турецкой сборной и вернулся в Хасавюрт. 

## Известные воспитанники
- Сайтиев, Бувайсар Хамидович — трёхкратный олимпийский чемпион (один из первых тренеров)[3];
- Сайтиев, Адам Хамидович — олимпийский чемпион (один из первых тренеров);
- Ирбайханов, Рамзан Исмаилович — олимпийский чемпион 2008 года, племянник Исхака Ирбайханова.